# Nowe Guty
Nowe Guty (niem. Gutten, Seegutten ) – wieś w Polsce w województwie warmińsko-mazurskim, w powiecie piskim, w gminie Orzysz.
Położenie w okolicach Mazurskiego Parku Krajobrazowego wpływa korzystnie na rozwój turystyki.
Wieś jest usytuowana na wysokim brzegu Śniardw na przestrzeni ok. 2 km.

## Historia

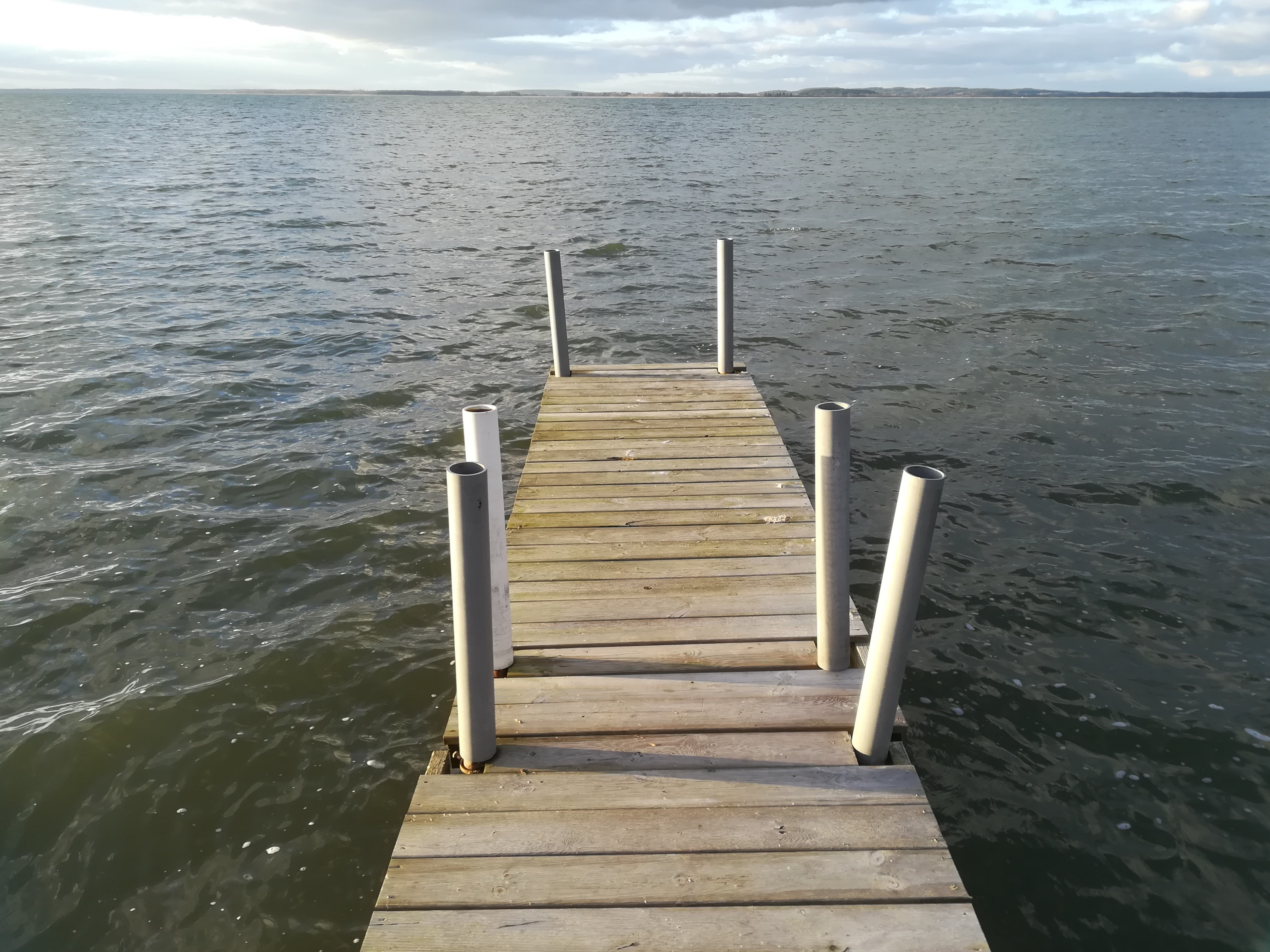
Śniardwy z Nowych Gut

Nowe Guty są jedną z najstarszych miejscowości w okolicy – archeologowie odkryli ślady osady wczesnopruskiej, lecz nie zostały one do dziś zbadane. Etymologia słowa Gutten sprowadza się do nieznanego założyciela osady – tajemniczego Gutta (Gussa), którego duch bezsprzecznie obecny jest po dziś dzień na tych terenach. Data powstania staropruskiej osady jest trudna do ustalenia – wiadomo, że istniała przed rokiem 1450.
Wieś lokowana 11 listopada 1450 roku przez Wolfganga Sauera – prokuratora kętrzyńskiego. Nadał on Bartkowi Szmidtowi – pierwszemu sołtysowi – 6 łanów na prawie chełmińskim. Pozostałe 60 łanów sołtys rozdysponował między osadników.
W 1450 roku Nowe Guty wymienione były jako wieś zwana Gussepilcke. Potem spotykamy kolejne formy zapisu – Guttloffker (1483), Gutten (1493) oraz Guthen, i w zasadzie ta druga forma w źródłach historycznych występuje prawie wyłącznie. Pierwotna nazwa – Gussepilcke sugeruje pochodzenie pruskie. Jest to nazwa dwuczłonowa, w której Gusse może być zniekształconą w dokumencie późniejszą nazwą osobową Gutte, zaś drugi jej człon pilcke prawdopodobnie pochodzi od pilis, pilkalnis, co w językach bałtyjskich oznacza gród. Można wnioskować, iż pierwotnie Nowe Guty były grodem jakiegoś Prusa Gutta, względnie Gussa. Po wojnach krzyżackich nazwa Gutten pozostaje, by już w czasach współczesnych przed 1945 rokiem figurować jako Seegutten. W wersji niemieckiej wioska została nazwana Gutten; po polsku nazwę tę wymawiano Guty. Bezpośrednio po II wojnie światowej funkcjonowała nazwa Guty Nadjeziorne.
Bartek Schmidt jako sołtys sprawował niższe sądownictwo, czyli osądzanie wykroczeń do 4 solidów (Schiling) oraz pobieranie co trzeci denar (Pfennig) z wyższego sądownictwa z wyłączeniem przestępstw na publicznych gościńcach. W zamian za to on i jego następcy zobowiązani zostali do zwyczajowej służby wojskowej, wobec której sołtys miał obowiązek stawić się konno i w lekkim uzbrojeniu na każde wezwanie, w miejsce, które mu wskazano. Była to służba na tak zwany „sposób pruski”. Prokurator kętrzyński Wolfgang Sauer zezwolił nadto sołtysowi wsi na wolne rybołówstwo w okresie letnim małą siecią na jeziorach Śniardwy i Małe Szwejkowo, ale tylko na potrzeby „własnego stołu”.
Właściciele pozostałych 60 łanów musieli co roku na Św. Marcina (11 listopada) oddawać na zamek kętrzyński czynsz w wysokości 0,5 grzywny w zwykłej pruskiej monecie oraz 2 kury. Chłopi musieli odrabiać dodatkowo szarwark, oddawać daninę zwaną płużnym w wysokości jednego korca (około 55 litrów) pszenicy i tyleż żyta od pługa, czyli całego gospodarstwa. Mieszkańcom wsi zezwolono na wolne rybołówstwo na potrzeby stołowe przy użyciu małych sieci. Wieś otrzymała 10 lat wolnizny od czynszów i innych obowiązków.
W czasie wojny trzynastoletniej mieszkańcy Nowych Gut wsparli początkowo związkowców, jednak po krwawej przegranej bitwie pod Rynem (1456) poddali się pod opiekę Zakonu. Walki oraz pobyt wojsk zaciężnych spowodowały zniszczenia i zubożenie regionu.
Wieś rozwijała się, będąc jedną z największych w okolicy (znaczniejszy był tylko Orzysz). Od 1477 roku Nowe Guty przeniesiono do komturstwa ryńskiego. Gdy po sekularyzacji Zakonu Krzyżackiego w Prusach zmienił się podział administracyjny, Nowe Guty zaczęły podlegać starostwu w Rynie. Stan taki utrzymał się do 1752 roku. Guty miały w 1539 r. tylko polską ludność.
Na początku XX w. we wsi mieszkało 750 osób. Do 1945 roku Mazury zamieszkiwane były przez Polaków, Niemców, Mazurów oraz inne nacje, jednak dominowała ludność niemieckojęzyczna. Wielu uważało się po prostu za Mazurów, wpisując w rubryce „język ojczysty” – mazurski. W roku 1910 takich ludzi było w powiecie piskim ponad 60%. Nowe Guty (Seegutten) leżały w powiecie piskim (Johanissburg). Na mocy art. 96 traktatu wersalskiego mieszkańcy terytorium objętego plebiscytem dokonali wyboru między Polską a Prusami Wschodnimi. W obwodzie Nowe Guty 500 osób opowiedziało się za przynależnością do Prus Wschodnich. Szeroko zakrojona akcja propagandowa oraz przywiezienie specjalnie na głosowanie reemigrantów z Rzeszy przesądziło o ustaleniu nowych granic.
Po II wojnie światowej Mazury zostały przyznane Polsce (konferencja w Jałcie 1945), a nazwa została spolszczona. W Nowych Gutach wychował się poeta Zbigniew Chojnowski, który w wierszach zawarł nowoguckie krajobrazy i losy powojennych mieszkańców.
We wsi był przystanek kolejowy Nowe Guty.
W latach 1954–1957 wieś należała i była siedzibą gromady Nowe Guty, po jej zniesieniu w gromadzie Orzysz. W latach 1975–1998 w województwie suwalskim.

## Zabytki
Zabytki ujęte w gminnej ewidencji zabytków:
- wiatrak typu holenderskiego zbudowany na początku XX wieku[8],
- dawny cmentarz ewangelicki, założony w połowie XIX wieku[9].

Najstarszy zachowany nagrobek z datą 1884. Na cmentarzu znajduje się kwatera wojenna z okresu I wojny światowej. Według zachowanych inskrypcji, w zbiorowej mogile pochowani są: Utffz. Franz Naudßus z 8. Komp. Inf. Regt. 41 †7.9.1914, Wehrm. August Bernsee z 7. Komp. Inf. Regt. 41 †7.9.1914, a także dwóch nieznanych żołnierzy armii niemieckiej z Inf. Regt. 24 †1914/15 oraz jeden nieznany żołnierz armii niemieckiej z Inf. Regt. 48 †1914/15.